# Amphiporus lecointei
Amphiporus lecointei är en djurart som tillhör fylumet slemmaskar, och som beskrevs av Heinrich Bürger 1904. Amphiporus lecointei ingår i släktet Amphiporus och familjen Amphiporidae. Inga underarter finns listade i Catalogue of Life.